# The Phantom Empire

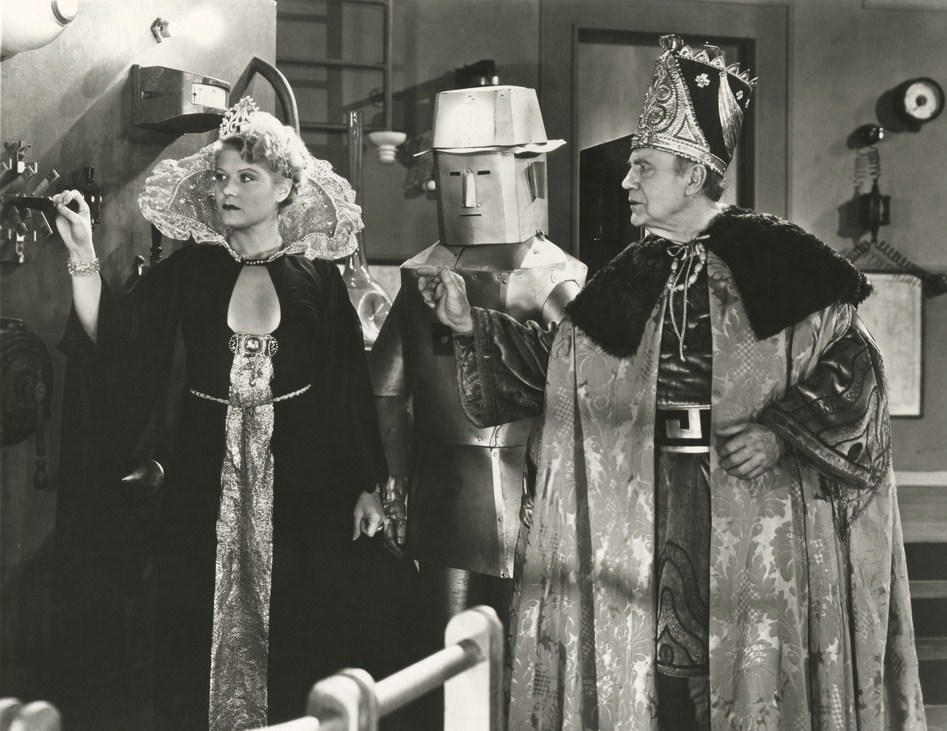
Cena do seriado The Phantom Empire (1935)

The Phantom Empire é um seriado estadunidense de 1935, realizado pela Mascot Pictures e estrelando o cantor caubói Gene Autry. Com 12 capítulos, o seriado combinava os gêneros western, musical e ficção científica. O primeiro episódio teve 30, e os demais, 20 minutos. Foi o primeiro papel de Gene Autry como protagonista, e personificava ele mesmo como um cantor caubói.
Em 1940 foi editado com 70 minutos e lançado sob o título Radio Ranch ou Men with Steel Faces.

## Sinopse
Gene Autry personifica um caubói cantor com seu próprio nome, que dirige a Radio Ranch, de onde faz uma transmissão de rádio ao vivo diariamente. Trata-se de uma moderna história de caubói, inclusive com aviões. Gene tem dois garotos como ajudantes, Frankie Darro e Betsy King Ross, que conduzem um clube, o "Junior Thunder Riders", no qual as crianças brincam de ser cavaleiros com armadura, de uma civilização desconhecida, a Thunder Riders, que faz um som de trovão. As crianças se vestem com capas e capacetes de balde de água, e usam "para o resgate!" como lema.
A chance de se tornarem verdadeiros heróis ocorre quando Betsy, Frankie e Gene são sequestrados pelos verdadeiros Thunder Riders, de um império supercientífico subterrâneo de Murania, com arranha-céus, robôs, pistolas de raios, tubos elevadores que se estendem por quilômetros da superfície, e a loira malvada Queen Tika.
Na superfície, um grupo de criminosos sob os planos do Prof Beetson resolvem invadir Murania e aproveitar sua riqueza de rádio, enquanto em Murania, um grupo de revolucionários conspira para derrubar Queen Tika. A Guarda Thunder surge no mundo da superfície vindo de uma caverna onde uma porta enorme de pedra abre para cima, fazendo lembrar a história de Ali Babá.
Os habitantes de Murania eram descendentes da tribo perdida do continente Mu, que ficou abaixo da superfície na Idade do Gelo, 100.000 anos atrás, e agora vive em uma cidade fantástica e avançada, que ficava a 25.000 metros de profundidade e que já não pode respirar o ar ao nível do solo, portanto deviam usar máscaras.
Gene Autry, no entanto, não tem nenhuma dificuldade para respirar seu ar. Ambos, muranianos e a equipe do Prof Beetson querem se livrar de Autry, e ele perde o seu contrato de rádio.

## Elenco
- Gene Autry … Gene Autry, caubói cantor do Radio Ranch
- Frankie Darro … Frankie Baxter
- Betsy King Ross … Betsy Baxter[nota 1]
- Dorothy Christy … rainha Tika
- Wheeler Oakman … Lord Argo
- Charles K. French … Mal
- Warner Richmond … Rab
- J. Frank Glendon … Professor Beetson
- Smiley Burnette … Oscar
- Peter Potter … Pete
- Edward Peil Sr. … Cooper
- Jack Carlyle … Saunders

## Produção
A ideia do roteiro surgiu no ator e roteirista Wallace MacDonald, quando ele ficou sob efeito do gás para extrair um dente. O orçamento do filme foi em torno de $100,000. Frankie Darro e Betsy King Ross fizeram suas próprias cenas no seriado, sem necessidade de dublês.

## Lançamento
Phantom Empire foi lançado em 23 de fevereiro de 1935.

## Capítulos
1. The Singing Cowboy
2. The Thunder Riders
3. The Lighting Chamber
4. Phantom Broadcast
5. Beneath the Earth
6. Disaster from the Skies
7. From Death the Life
8. Jaws of Jeopardy
9. Prisoner of the Ray
10. The Rebellion
11. The Queen in Chains
12. The End of Murania

Fonte:

## Longa-metragem
Em 1940, um longa-metragem de 70 minutos editados a partir da série foi lançado sob o título Radio Ranch ou Men with Steel Faces.